# Steve Smith (altista 1971)
Steve Smith (11 gennaio 1971) è un ex altista statunitense, medaglia d'argento ai Giochi panamericani 1995.

## Palmarès
| Anno | Manifestazione      | Sede          | Evento        | Risultato | Prestazione | Note                          |
| ---- | ------------------- | ------------- | ------------- | --------- | ----------- | ----------------------------- |
| 1995 | Mondiali indoor     | Barcellona    | Salto in alto | 7º        | 2,28 m      | Miglior prestazione personale |
| 1995 | Giochi panamericani | Mar del Plata | Salto in alto | Argento   | 2,29 m      |                               |